# Hoplochelus tenuepunctatus
Hoplochelus tenuepunctatus är en skalbaggsart som beskrevs av Leon Fairmaire 1903. Hoplochelus tenuepunctatus ingår i släktet Hoplochelus och familjen Melolonthidae. Inga underarter finns listade i Catalogue of Life.